# ジョン・ポーチ
ジョン・ポーチ（John Porch、1994年3月4日 - ）は、ユナイテッド・ラグビー・チャンピオンシップ、コナートに所属するラグビー選手。

## プロフィール
- オーストラリア・オレンジ出身[1]。
- ポジションはウィング(WTB)。
- 身長 185cm、体重 82kg
- リオ五輪の7人制オーストラリア代表に選ばれた[2]。

## 略歴
ノースハーバーレイズを経て、2019年、コナートに加入。